# Lista de ilhas da Turquia
Esta é uma lista das ilhas da Turquia, organizada pelo mar em que estão localizadas.

## Ilhas doMar Egeu
- Akça
- Akçalı
- Akkuş
- Ilha Akoğlu ou Kedi Adası
- Aksaz
- Akvaryum ou Karaada, Ayvalık
- Alagün
- Alibey
- Ilha Arap
- Ilha Ayvalık Çiçek
- Grupo de Ilhas Ayvalık
  - Cunda
- Ilha Ayvalık Çiçek
- Ilha Baba
- Ilha Badem
- Bahadır
- Ilha Balık ou Büyük Karaada
- Bayrak Adası ou Ilha Abanoz
- Ilha Balkan ou Ilha Kutu
- Bedir
- Ilha Boğaz
- Boncuklu
- Ilha Boş
- Bozburun
- Büyük Ada
- Ilha Böğürtlen
- Büyükkiremit
- Büyükkaraada
- Çarufa
- Ilha Çatal de Marmaris
- Ilha Çavuş
- Çelebi
- Çıfıtkalesi
- Ilha Çıplak
- Cirakan
- Ilha Çiçek, Izmir
- Ilha Çiçek, Ayvalık
- Ilha Çil
- Çifte
- Ilhas Cigdem
- Ilhas Dalyan
- Değirmen
- Delik
- Deliktaş
- Dişlice
- Ilha Dipburnu
- Doğanbey
- Ilha Domuz
- Gökçeada
- Eşek
- Fener Adası ou Konelya
- Ilhas Garip
- Ilha Geçit
- Gerence
- Gizlikayalar Adasi
- Ilha Göcek
- Gökada
- Gökçeada, Ilhas Karayer
- Görecek
- Kalamopulo
- Ilhas Güllük İkiz
- Gūneş
- Ilha Güvercin
- Ilha Hasanhüseyin
- Hasır
- Hayırsızada
- Hekim
- İçada
- Ilhas İkiz
- İkizce
- İkizkardeşler
- Ilha İkizkayalar
- İncir
- Ilha İncirli
- Kalem Adası
- Kalemli
- Kameriye
- Kamış
- Karaada, Çandarlı
- Karaada, Gerence
- Karaada, Gökova
- Karaada, Ilhas Coelho
- Karaada (Kalamo)
- Karaada (Kodon)
- Kara Ada (Bodrum)
- Karabağ
- Karaca
- Ilhas Karahayıt
- Ilhas Karantina
- Ilha Karga
- Kargı
- Kargıcıkbükū Adası ou Çorak Ada
- Ilhas Karayer
  - Kaşık
  - Orak Adası
  - Presa
  - Taş Adası, Karayer
  - Sıçancık Adası
  - Taş Adası, Karayer
  - Yıldız Adası
- Katrancık
- Kayabaşı
- Ilha Keçi
- Kız Adası
- Kızılada, Fethiye
- Kızılada, Marmaris
- Kızılada, Sömbeki
- Kızılagaç Adası
- Ilha Kızkulesi
- Kızlarmanastırı
- Kiseli
- Kocaada
- Ilha Kuyulu
- Ilhas Kumru
- Ilha Kūçūk
- Küçük Maden Adası
- Ilha Küçūk Tüllüce
- Küçük Tavşan Adası
- Küçükkiremit Adası
- Küçükada, Saros
- Küçükada, Çandarlı
- Küçükada, Gerence
- Küçük Karaada
- Lale Adası ou Dolap Adası ou Soğan Adası
- Maden Adası
- Metalik Ada
- Metelik
- Melina Adası
- Mırmırcalar
- Ilha Mustafaçelebi
- Nar Adası
- Orak Adası
- Orak Adası
- Orata
- Orhaniye Adası
- Palamütbükü Adası
- Panayır Adası ou Altın Ada
- Ilha Peksimet
- Pınar Adası ou Kılavuzada
- Pırasa Adası, İzmir
- Pırasa Adası, Güllūk
- Pırasa Adası, Turgutreis
- Pirgos Islets
- Pırnallı
- Pide Adası
- Presa
- Oğlak ou Fener
- Salih Ada
- Saplı Ada
- Sazlıada
- Ilha Sandal
- Ilha Su
- Ilha Sedir
- Sıçan Adası, Kuşadası
- Sıçan Adası, Turgutreis
- Sıçancık Adası
- Sōğüt Adası
- Suluca
- Şehir Ada
- Şövalye Adası ou Zeytin Adası, Fethiye
- Süngükaya
- Taş Adası, Ayvalık
- Taş Adası, Karayer
- Taşlıada
- Taşlıcaada
- Tavşan Adası, Çanakkale
- Tavşan Adası, Karayer
- Tavşan Adası, Çandarlı
- Tavşan Adası, Fethiye
- Tavşan Adası, Hisarönü
- Tavşanbükü
- Tavuk Adası
- Ilha Tavşanlı
- Tenedos
- Tersane Adası
- Topan Adası, Marmaris
- Topan Adası, Turgutreis
- Toprak Adası ou Vardalkapı
- Toprakada, Gerence
- Toprakada, Uçburun
- Ilha Turgutreis Çatal
- Tüllüce
- Ilha Tūzüner
- Ilhas Ufak
- Uzunada
- Uzunada, Hisarönü
- Üçadalar
- Uzunada, İzmir ou Kösten Adası
- Yalnız Ada
- Yassıada, Gerence
- Yassıada, Turgutreis
- Yassıca ou Ilha Alman
- Ilhas Yassıca
- Ilhas Yedi
- Yelken Adası
- Yellice Adası ou Poyraz Adası ou İncirli Adası
- Yeşilada ou Plaka Adası
- Yılan Adası, Karayer
- Yılan Adası, İzmir
- Yılan Adası, Güllük
- Yilancik
- Yılanlıada
- Yıldız Adası
- Küçük Iyosta ou Yumurta Adası, Ayvalık
- Yumurta Adası 2, Ayvalık ou Topan Adası, Ayvalık
- Yumurta Adası, Çanakkale
- Yuvarlak Ada
- Zeytin Adası, Sömbeki
- Zeytinli Adası, Fethiye
- Zeytinli Adası, Gökova
- Ziraat Adası

### Ilhas doMar de Mármara
- Adalar
- Akçaada
- Avşa (Türkeli)
- Asmalı
- Burgazada
- Büyükada
- Ekinlik
- Ilha Eşek
- Fener Adası
- Hasır Ada
- Halı Adası
- Hayırsızada
- Heybeliada
- Ilha Hızır Reis
- Imralı
- Ilha İncir
- Ilha Kaşık
- Kınalı
- Kızkulesi
- Koyun Adası
- Ilha Koç
- Ilha de Cuxe
- Ilha Kuruçeşme ou Ilha Galatasaray
- Kumbaros
- Ilha Kūçükerdek
- Ilha de Mármara
- Mamalı ou Mamelya
- Paşalimanı
- Pide Adası
- Ilha Sedef
- Ilha Sedef de Bandırma
- Ilha Şemsiye
- Sivriada
- Ilha Soğan
- Tavşan Adası
- Ilha Tavşan, Balıkesir
- Yassıada
- Yer Ada
- Zeytin Adası, Balıkesir

### Ilhas doMar Negro
- Ilha Giresun
- Ilha Kefken
- Öreke
- Tavşan Adası, Bartın
- Büyükada (Amasra)

### Ilhas doMar Mediterrâneo
- Aşırlı
- Ateş Adası
- Ilha Başak
- Ilha Bayrak
- Beşadalar
- Ilhas Beşparmak
- Ilha Boğsak
- Çam Adası
- Ilhas Çatal
- Dana Adası
- Devecitaşı
- Domuz Adası
- Gönül Adası
- Gūrmenli
- Güvercin Adası, Silifke
- Güvercinliada
- Heybeliada, Kaş
- Heybeliada İki, Kaş
- Kekova
- İç Ada
- Ilhas Kara
- Karaada, Kaş
- Karaada, Kekova
- Kişneli
- Kolaytaşı Adasi
- Kovan Ada
- Ilha Kovanlı
- Kösrelik
- Ilhas Oniki
- Ilha Öksūz
- Pirasalı
- Sarıada
- Ilha Sarıbelen
- Ilha Sezgin
- Sıçan Adası, Kaş
- Suluada
- Ilha Sildanlar
- Tek Ada
- Ilha Topak
- Ilha Tuzla
- Ilhas Üç
- İç Ada
- Ucada
- Ilha Yassıca
- Ilha Yelkenli
- Yılan Adası, Kaş
- Ilha Yılanlı
- Ilha Gemiler

### Ilhas doLago de Vã
- Ilha de Cuxe
- Ilha de Ader
- Ilha de Altamar
- Ilha de Charpanaque